# シェルミー
シェルミー (Shermie) は、SNK（SNKプレイモア）の対戦型格闘ゲーム『ザ・キング・オブ・ファイターズ』シリーズなどに登場する架空の人物。また、ここではそのもう一つの姿である「荒れ狂う稲光のシェルミー（あれくるういなびかりの-）」(Orochi Shermie)についても記述する。

## キャラクターの設定

### 「シェルミー」として
『ザ・キング・オブ・ファイターズ』（以下『KOF』と表記）の第4作目である『KOF'97』（以下『'97』と表記）より登場するフランス人のファッションデザイナー。自分が着ている衣装も自身がデザインしたもの。デザイナーとして個人の事務所やブランドを持っているわけではなく、社員として勤務している。
一緒にバンドをやっている（担当はキーボード）七枷社とクリスと3人でKOF大会に出場する。一般的な格闘技の経験はないようだが、かなりマニアックなプロレスファンであり、アクロバティックな動きを生かした投げ技などを駆使する。ミニスカートを通した脚で相手をはさみこむ技もある。
性的に挑発する動作や台詞回しを好む。また、『KOF'98』（以下『'98』と表記）からは美男子とされる一部のキャラクターに対して専用の登場デモがある。
『KOF XIII』ではフランスステージの背景にて椅子に座って試合を観戦している。
『KOF XV』（以下『XV』と表記）では、ナンバリングタイトルとしては『KOF2002』（以下『2002』と表記）以来19年ぶりにプレイアブルキャラクターとして参戦。社とクリスと共にオロチチームとして参戦する。『XV』ではコスチュームが『2002』から一新されている。

### 「荒れ狂う稲光のシェルミー」として
その実体は八尺瓊一族によって封印を解かれたオロチ八傑集かつオロチ四天王のある一人が、660年もの間に転生を繰り返した現在の姿である。オロチ復活の為に上記の表向きの理由で『KOF』に参加していた。この状態では、電撃を操る能力をもって闘う。
オロチ一族としての本性を表すと、表向きのそれとは声色も打って変わり、冷酷な性格を見てとれるようになる。また、他のチームメイトの二人と同様に服の色がワインレッドに、肌の色がやや褐色に変化しており、さらにシェルミーのみ通常時は茶色だった髪の色も変化している（『'97』『'98』『XV』では紫。『2002』『KOF NEOWAVE』では赤茶色）。しかし、上記の美男子に対するデモの時だけは表の声色を使う。
「荒れ狂う稲光のシェルミー」とはシェルミーのオロチ四天王としての二つ名であり、社とクリスも同様にオロチ四天王の一人である。ゲーニッツ亡き後の実質的なオロチ四天王のリーダー格（実行隊長）になっている社と共に、オロチ一族の長であるオロチ復活を目論んでいる。『'97』にて、7戦目（暴走した八神庵かレオナが相手）が終わった後に、「ニューフェイスチーム」の3人は真の姿であるオロチ四天王＝「オロチチーム」として、KOF大会に参加した本当の理由を明かして、プレイヤーに闘いに挑んでくる。
ただし「ニューフェイスチーム」（または「オロチチーム」）を選択したルートで現れる「オロチチーム」は、プレイヤー側が分離させた精神とされている。実は3人は大会前、それぞれ、自らの肉体と精神を分離させて、肉体側を「ニューフェイスチーム」、もう片方の精神側を大会の裏に潜む「オロチチーム」として、オロチ復活に不可欠な精神力を効率的に集めようとしていたと、ショートデモ内でそうであると思われる会話が見受けられる。なお、彼ら3人で進んでも進まなくても、3人ともオロチ復活の為に（ストーリーの設定として）その命を捧げることとなる。
「荒れ狂う稲光のシェルミー」としてのBGMは『FANATIC WALTZ』。『'97』では「乾いた大地の社」の「Rhythmic Hallucination」でオロチチーム全体のBGMであり彼女専用のBGMは製作されておらず、持つに至ったのは『'98』からである。
また、新世界楽曲雑技団のスタッフ曰く、四天王の各々に作曲された4曲を「オロチ四天王組曲」と呼び、「荒れ狂う稲光のシェルミー」の専用BGM『FANATIC WALTZ』は創造をイメージしている。
『XV』では「荒れ狂う稲光のシェルミー」ではなく「オロチシェルミー」名義でDLCキャラクターとして登場する。

### 人物
長い髪をうなじ部分で二股に分かれるように結び、レオタードの上に上着とスカートを着用している。レオタードは胸の谷間あたりが露出し、巨乳を強調している。長めの前髪で目元が隠れており、一度としてその内側が見えたことはなく、社とクリスでさえも彼女の目元を見たことがない。このことから「強い殺意を秘めている」とも言われている。そのため『SNKヒロインズ』では彼女のみカスタマイズで目をいじる項目がない。『'97』の公式ポスターでは、目元が少しだけ出て見えている。
『'98』のエンディングや設定画で確認できるオロチ八傑集としての正装は、ゲーニッツのものをベースに、上着は太腿にかかる程度の丈で裾が前身頃中心に向かって尖ったデザインになってベルトが一本に減らされ、ケープの留め具の代わりに首元にクラバットを着け、膝上丈のタイトスカートを履いている。『XV』の「オロチシェルミー」の衣装はこの正装を元にしており、クラバットがなくなり首元のデザインが他の四天王と統一され、ケープが側面に切れ込みが入ったような形になっているなどアレンジが加えられている。オロチ編時点ではモノクロの画像しかなく配色は不明だったが、『XV』ではワインレッドに紫の縁取り、黒のケープとなっている。
「あちゅ（雄）」と「うるり（雌）」という名の2匹のハムスターを飼っている。
なお、使用しているパソコンの機種は「ビビディ」で、嫌いなものに高校野球を挙げている理由は「ピッチャーだけモテるから」。

### その他の作品
『SNK GALS' FIGHTERS』では、『'97』でオロチ復活を阻止されて以降、目覚める気配のないオロチの復活を半ば諦めて社たちと平凡な日々を送っていたため、「どんな願いでも一つだけ叶える」という「Kの御札」を入手した際に「飼っているハムスターに子供が生まれたので大きな新しいカゴが欲しい」と願い、社に「御札の力でオロチを復活させることができたのでは」と指摘されて愕然とするというエンディングを迎える。
『ネオジオバトルコロシアム』（以下『NBC』）では服の色がピンクから白に変わっている。バックストーリーではラッキー・グローバーとおぼしき人物からバトルコロシアムの招待状を強奪している。『NBC』では「荒れ狂う稲光のシェルミー」には変身しないが、オロチのクローンであるミズチに対する勝利画面メッセージではこの本性を表しての発言が見られる。
『Days of Memories』シリーズの2作目『Days of Memories 2 〜僕の一番大切な君へ〜』と5作目『Days of Memories 〜恋はグッジョブ!〜』に、サブキャラクターとして登場している。特に2作目の『僕の一番大切な君へ』では『KOF』でのオロチのストーリーを基にしたシナリオ、通称「オロチルート」での登場となり、『KOF』同様主人公の前に立ちはだかる。
『KOF SKY STAGE』では「荒れ狂う稲光のシェルミー」のみCPU専用キャラクターでステージ3のボスの一体として登場する。
『SNKヒロインズ Tag Team Frenzy』ではプレイアブルキャラクターとして再登場。他の『KOF XIV』参戦キャラクターと同様に3Dで新規作成された。技などはニューフェイス時のプロレス技を中心とし、雷を使った技は一切ないものの声の種類を変更することでオロチチーム時のものに雰囲気を寄せることは可能。エンディングで見る悪夢は「草薙京率いる『BOF』とのバンド対決で劣勢になった上に、オロチが団扇を振って麻宮アテナを応援している姿を目撃する」というもの。

## 技の解説
技名が併記されているものは前者が「シェルミー」、後者が「荒れ狂う稲光のシェルミー」としての名称である。
「荒れ狂う稲光のシェルミー」の技は日本名にキリル文字（大文字）を当てた独自の表記がなされる（概ね日本語のキリル文字表記に沿っているが一部例外あり）。これは他の四天王（ゲーニッツ、乾いた大地の社、炎のさだめのクリス）も同様。漢字表記については「運命の矢」を除いて公表されたのが『'97』と『京』のみであるため、判明しているもののみ表記。

### 通常投げ
シェルミーフラッシュ・オリジナル（Shermie Flash original） / БАКУРАИ （ばくらい / 爆雷）

フロントフラッシュ（Front Flash） / ЭНРАИ （えんらい / 遠雷）

### 特殊技（共通）
シェルミースタンド（Shermie Stand） / КОУРАИ （こうらい / 鉤雷）
前転して着地する際に足で踏む技。

### 特殊技（シェルミー）
避け動作（さけどうさ）
『KOF2002』（以下『2002』と表記）より使用。攻撃避けと同様の動作。『KOF2002 UNLIMITED MATCH』（以下『2002UM』と表記）ではさらに避け攻撃へ派生可能。
爆NEWスープレックス（ばくニュー Suplex）
『2002』より使用。胸を突き出して攻撃し、触れた相手にスープレックスを決める。
シェルミーキック（Shermie Kick）
『NBC』より使用。蹴り飛ばす技。

### 必殺技（シェルミー）
シェルミースパイラル（Shermie Spiral）
発生の早い投げ技。相手に片手をついて素早く乗りあがった後、相手の頭を両太腿で挟み込みもろともにスピンして地面に叩きつける。
シェルミーホイップ（Shermie Whip）
側転しながら相手を脚で引っ掛けて倒す打撃系の技で、ヒットするとさらに投げっぱなしのジャーマン・スープレックスを決める。『'98』でコマンドが変更されており、『NBC』では追加入力で投げっぱなしジャーマンに移行するよう変更された。
シェルミークラッチ（Shermie Clutch）
飛び上がって空中の相手を両脚で挟み、スピンしながら地面に叩きつける対空投げ。『'98』より使用（技の動作自体は後述の「シェルミーカーニバル」中に存在したもの）。
シェルミーキュート（Shermie Cute）
『'98』から使用する上記までの投げ技からの追加技。投げてダウンした相手をダッシュで追いかけ、膝蹴りを入れる。

シェルミーシュート（Shermie Shoot）
ダッシュして接近後、相手の肩に片手を付いての逆立ちから垂直に降りつつ膝蹴りを入れる移動投げ。『'98』を最後に使用していないが、『XV』で再使用する。
アクセルスピンキック（Axle Spin Kick）
フィギュアスケートのアクセルスピンの様に回転しながら前方に跳び、着地と共にその勢いを利用した回し蹴りを繰り出す技。『NBC』ではコマンド入力時のボタン押し続けで、着地後に攻撃しないフェイントになるようになった。
シェルミーアックス（Shermie Axe）
『SNK GALS' FIGHTERS』にのみ存在する技。
ダイヤモンドバスト（Diamond Bust）
「シェルミーシュート」に代わって『2002』より使用する移動投げ技。ダッシュで接近するのは同様で、相手を掴んだ後はプロレス技のスタナーを決める。
Fカップチュード（F Captude）
『2002』より使用。胸の谷間を強調するポーズを取る当て身投げ技で、相手の攻撃を受け止めるとスープレックスを決める。
シェルミーキャッチ（Shermie Catch）
『NBC』より使用。空中へ山なりに飛んで地上の相手を掴みにいく移動投げで、相手を掴むと乗り越えて背後に下りる。その後は追加入力でジャーマン・スープレックスを決め、さらにボタン連打で3カウントを取りながら締め上げてフォールにかかる。
エアスピンキック (Air Spin Kick)
『NBC』より使用。空中から両脚を上げ、かかとを揃えて落とす技。電撃を纏わないこと以外は「らいじんのつえ」（後述参照）と同様である。

### 超必殺技（シェルミー）
シェルミーフラッシュ（Shermie Flash）
発生の早い投げ技。相手の肩に手をついて頭上から相手の背後に降り、会心のジャーマン・スープレックスを決める。MAX版ではさらに自ら3カウントを取ってフォールにかかる。『NBC』では削除されている。
シェルミーカーニバル（Shermie Carnival）
同じく投げ技。ロコモーション式のジャーマン・スープレックスを決めて、最後に投げっぱなしジャーマンで放り投げる。MAX版はさらにその後「シェルミークラッチ」を決める。『NBC』では最後の「シェルミークラッチ」を追加入力で出す形式になり、さらに「シェルミーキュート」も追加できる。
『KOF』では『'98』以降「シェルミーフラッシュ」より発生が遅い分、無敵時間が設定されているが、「シェルミーフラッシュ」が削除された『NBC』では発生が早くなっている。
稲妻レッグラリアート（いなずま Leg Lariat）
『2002』より使用。同作と『KOF NEOWAVE』（以下『NEOWAVE』と表記）ではMAX2であり、相手をプロレスのロープ振りのように走らせてから電撃を纏ったレッグラリアートを浴びせる投げ系の技。『2002UM』では「ダイヤモンドバスト」などの投げ技を数回決めてから繰り出すようになっており、電撃は纏っていない。
『NBC』では直接レッグラリアートを繰り出す打撃技になっている。

### 特殊技（荒れ狂う稲光のシェルミー）
ЖИНРАЙ（じんらい）
『2002UM』で追加。前方に小さく飛んで蹴りを出す技。従来の同系統の技と表記が異なり、末尾の「らい」の箇所が「РАИ」ではなく「РАЙ」になっている。

### 必殺技（荒れ狂う稲光のシェルミー）
ЯТАНАГИ НО МУЧИ（やたなぎのむち / 八咫薙の鞭）
電撃を纏った手刀を水平に振り、さらに逆の手刀で三日月状の電撃を飛ばす（飛び道具だが短い距離で消える）。荒れ狂う稲光のシェルミーのものでは唯一キャンセル連続技に組み込める（通常の）必殺技。
МУГЭЦУ НО РАЙУН（むげつのらいうん / 無月の雷雲）
両手の平を顔の前に出して一吹きして、球状の電撃を1つ発生させる。雷撃はその場に停滞して、一定時間後に消滅する。雷撃の発生場所は、押すボタンによって決まる。
ЩАЖИЦУ НО ОДОРИ（しゃじつのおどり / 斜日の踊り）
スピンしながら前方に跳び、足先に電撃を纏わせ攻撃する。攻撃は複数ヒットする。動作中のモーションは「アクセルスピンキック」の前方移動中と同様である。
РАИЖИН НО ЦУЭ（らいじんのつえ / 雷神の杖）
空中から、電撃を纏った両脚でのかかと落としを繰り出す。しゃがみガード不可。
ТАКЭРУ МЙКАЖУТЙ（たけるみかづち）
『2002UM』で追加。自身から電撃を放つ技。この技の公式表記のみ、本来二重母音で使うべき短い「Й」が「И」の代わりに単独で使用されている他、「ず」の箇所が「З」ではなく「Ж」（じゅ）、「ち」の箇所が「Ч」ではなく「Т」（てぃ）になっている。

### 超必殺技（荒れ狂う稲光のシェルミー）
АНКОКУ РАИКОКЭН（あんこくらいこうけん / 暗黒雷光拳）
二階堂紅丸の「雷光拳」と同様の技で、片手を突き出して強烈な電撃を浴びせる。シェルミーの場合は拳を握らず平手を突き出す形であり、紅丸のように強で出しても斜め上に向けたりはしない。
ЩУКУМЭЙ・ГЭНЭЙ・СИНСИ（しゅくめい・げんえい・しんし / 宿命・幻影・震死）
全身に電撃を纏い、空中を水平に飛んで突進する。MAX版は3体に分身してヒット数が増える。動作中の台詞は『秘密戦隊ゴレンジャー』のモモレンジャーが爆弾イヤリングを投げる時の掛け声が元ネタ。
УНМЭЙ НО Я（うんめいのや / 運命の矢）
『2002』および『NEOWAVE』のMAX2。「無月の雷雲」と同様に球状の電撃を出し、それがヒットすると画面の右半分と左半分のどちらかに雷を落とす。どちらに落ちるかはランダムで、自身も攻撃判定の対象になる（ただし自身・相手共に緊急回避などで回避することが可能）。『2002UM』では自分と相手のどちらかに必ず落ち、回避不能になっている。技名は『超時空要塞マクロス』の劇中曲に由来する。

## その他
- 『KOF2000』（以下『2000』と表記）でストライカーとして登場した際には新衣装（以前の衣装を少しアレンジ&色違い）に変わったが、『2002』で操作キャラクターとして復活した時には変更前と同じ服装だった。その後の『NEOWAVE』や客演作品の『SNK GALS' FIGHTERS』や『NBC』でも『2000』の衣装は使われていない。『Days of Memories』シリーズではまた別の衣装で登場している（前述の2作品それぞれ異なる衣装）。
- 『2002』以降で追加された技（「爆NEWスープレックス」（特殊技）や「ダイヤモンドバスト」など）は元・プロレスラーの中山香里の得意技である。
- 異名である「荒れ狂う稲光」については、開発スタッフのコメントとして伏字を使い「元ネタは、ご存知ル○ン3世」と明かされている[13]。なお、「ルパン三世のテーマ」の歌詞（2番）に同じ語句が存在する。

## 登場作品
- ザ・キング・オブ・ファイターズシリーズ（『'97』『'98』『2002』『2002UM』『XV』『NEOWAVE』『京』）
「荒れ狂う稲光のシェルミー」に変身するのは、これらの作品のみである。
- ザ・キング・オブ・ファイターズ2000
クラークのアナザーストライカーとしてのみ登場。
- KOF SKY STAGE
「荒れ狂う稲光のシェルミー」のみステージボスとして登場。
- SNK GALS' FIGHTERS
- ネオジオバトルコロシアム
- SNKヒロインズ 〜Tag Team Frenzy〜
- SNK VS. CAPCOM 激突カードファイターズ
- Days of Memories 2 〜僕の一番大切な君へ〜
- Days of Memories 〜恋はグッジョブ!〜

## 担当声優
- 西川葉月（以下を除く全てのゲーム作品）
- 瀬戸英里奈（『SNKヒロインズ 〜Tag Team Frenzy〜』、アプリ『THE KING OF FIGHTERS ALLSTAR』、『KOF XV』[3]）

## 関連人物
- 草薙京 - 三種の神器一族の末裔の1人・祓う者、オロチ一族の宿敵
- 二階堂紅丸 - 「暗黒雷光拳」の元の技の使い手、京の友人
- 八神庵 - 三種の神器一族の末裔の1人・封ずる者、バンドのライバル、オロチ一族の宿敵、オロチ一族の血を受け継いだ者
- 神楽ちづる - 三種の神器一族の末裔の1人・護りし者、オロチ一族の宿敵
- オロチ - 一族の盟主たる地球意思の1つ
- ゲーニッツ- オロチ八傑集四天王
- 七枷社 - オロチ八傑集四天王、プライベートでもバンド仲間
- クリス - オロチ八傑集四天王、オロチの依代、プライベートでもバンド仲間
- ブライアン・バトラー - 因縁、彼から『'97』の招待状を奪ったとされている（ただし、本当かどうか明言されていない）
- シルヴィ・ポーラ・ポーラ -  『'XV』いつの間にかメル友になっていた